# Vittorio Scialoja
Vittorio Scialoja (Torino, 24 aprile 1856 – Roma, 19 novembre 1933) è stato un giurista e politico italiano.
Studioso di diritto romano, è stato Ministro della Giustizia nel 1909 e Ministro degli Esteri nel 1919.

## Biografia
Era figlio di Antonio Scialoja (1817–1877). Vivendo a Firenze negli anni giovanili col padre nell'allora Capitale d'Italia, frequentò il prestigioso Liceo Dante di Firenze.
Professore di diritto romano a Camerino (1879), Siena (1881), Roma (1884–1931); socio nazionale (1918) e presidente (1926–32 e luglio-novembre 1933) dell'Accademia dei Lincei; fondatore e segretario perpetuo dell'Istituto di diritto romano, promotore e presidente dell'Istituto internazionale per l'unificazione del diritto privato.
Senatore dal 1904, fu ministro della Giustizia (1909–10), ministro senza portafoglio per la Propaganda di guerra (1916-17) e ministro degli Esteri (1919–20). Delegato italiano alla conferenza per la pace (1919) e alla Società delle Nazioni (dal 1921 al 1932), dal 1926 al 1933 fu presidente del Consiglio Nazionale Forense e nel 1927 fu nominato ministro di Stato.
Con F. Serafini, I. Alibrandi, C. Fadda e C. Ferrini iniziò quella imponente revisione dello studio del diritto romano che doveva poi approdare ad un generale rinnovamento della scienza giuridica italiana. Molti suoi studi hanno determinato nuovi orientamenti nei campi dell'esegesi, della storia, della dogmatica.
Fu esperto di Diritto romano, docente ordinario all'Università «La Sapienza». Il «Bullettino dell'Istituto di diritto romano», fondato da lui, porta oggi il suo nome.
Fece parte della Massoneria.

## Opere
- I problemi dello Stato italiano dopo la guerra (1918)
- Discorsi alla Società delle Nazioni (1932)
- Studi giuridici e Scritti e discorsi politici (7 voll., 1932–36)
- Gabor Hamza: Origine e sviluppo degli ordinamenti giusprivatistici moderni in base alla tradizione del diritto romano, ELTE Eötvös Kiadó, Budapest, 2013, 286-287. pp.
- Gabor Hamza: Entstehung und Entwicklung der modernen Privatrechtsordnungen und die römischrechtliche Tradition, ELTE Eötvös Kiadó, Budapest, 2009. 310-312. pp.